# 마지막 보이스카웃
《마지막 보이스카웃》(영어: The Last Boy Scout)은 1991년에 개봉한 미국의 버디 액션 코미디 영화이다. 토니 스콧이 연출하고, 셰인 블랙이 각본을 썼으며, 브루스 윌리스, 데이먼 웨이언스 등이 출연하였다.
평단으로부터 엇갈린 반응을 얻었으나 컬트 영화화되었다.

## 줄거리
로스앤젤레스 스탤리언스 러닝백 빌리 콜은 축구 경기 하프타임에 구단주 셸리 마콘의 오른팔 마일로에게서 걸려 온 전화를 받는다. 마일로가 경기에서 지면 죽여 버리겠다고 협박하자 빌리 콜은 펜시클리딘(PCP)을 잔뜩 삼키고 약 기운에 상대팀 선수 셋을 총으로 쏜 뒤 엔드 존에 도달한 다음 머리에 총을 쏴 자살한다.
한편 비밀 경호국에서 불명예스럽게 해고된 탐정 조 핼런백은 아내 세라가 동업자 마이크와 바람을 핀 현장을 적발한다. 마이크는 곧 조의 집 앞에서 차량 폭탄에 당해 사망한다.
조는 마이크가 죽기 전 맡겼던 스트리퍼 코리의 경호 일에 돌입한다. 코리의 남자친구는 전 스탤리언스 쿼터백 지미 딕스로, 도박 및 마약 중독으로 리그 출전을 금지 당한 상태이다.
결국 코리는 암살되고, 조와 지미는 부패한 상원 의원 캘빈 베이너드와 셸리 마콘이 엮여 있는 범죄를 함께 추적하게 된다.

## 출연진
- 브루스 윌리스 - 조지프 코닐리어스 “조” 핼런백 역
- 데이먼 웨이언스 - 제임스 알렉산더 “지미” 딕스 역
- 첼시 필드 - 세라 핼런백 역
- 노블 윌링햄 - 셸던 “셸리” 마콘 역
- 테일러 네그론 - 마일로 역
- 대니엘 해리스 - 데리언 핼런백 역
- 핼리 베리 - 코리 역
- 브루스 맥길 - 마이크 매슈스 역
- 바디아 디올라 - 골목 깡패 역
- 킴 코츠 - 쳇 역
- 첼시 로스 - 캘빈 베이너드 상원 의원 역
- 조 샌토스 - 벤 베살로 경위 역
- 클래런스 펠더 - 믹 매캐스키 형사 역
- 토니 롱고 - 레이 “빅 레이” 월턴 역
- 프랭크 콜리슨 - 파블로 역
- 빌리 블랭크스 - 빌리 콜 역
- 에디 그리핀 - 스트립 클럽 DJ 역
- 마이클 파퍼존 - 청부 살인 업자 역
- 잭 켈러 - 더 스크래블 맨 역
- 릭 두커먼 - 수영장 주인 역
- 모리스 체스트넛 - 탈의실 아이 역
- 딕 벗키스 - 본인 역

## 우리말 녹음
| KBS 성우진 (1995년 3월 4일) - 이정구 - 조 핼런백(브루스 윌리스) - 홍시호 - 지미 딕스(데이먼 웨이언스) - 정미숙 - 데리언 핼런백(대니엘 해리스/콜비 클라인) - 강희선 - 세라 핼런백(첼시 필드) - 이종구 - 셸리 마콘(노블 윌링햄) - 김환진 - 마일로(테일러 네그론) - 김순영 - 코리(핼리 베리) - 장정진 - 마이크 매슈스(브루스 맥길) / 제이크(듀크 밸런티) - 탁원제 - 벤 베살로 반장(조 샌토스) - 김규식 - 매캐스키 형사(클래런스 펠더) / 중계원 - 장승길 - 마일로의 부하(킴 코츠) / 중계원 - 유영환 - 캘빈 베이너드 상원 의원(첼시 로스) - 유동현 - 제이크의 동료(잭 켈러) / 마일로의 부하(프랭크 콜리슨) - 문관일 - 미식축구 선수(빌리 블랭크스) / 빅 레이 월턴(토니 롱고) / 심판 - 서광재 - 카페 DJ(에디 그리핀) / 기자 MBC 성우진 (1997년 4월 12일) - 이정구 - 조 핼런백 (브루스 윌리스) - 박조호 - 지미 딕스 (데이먼 웨이언스) - 김명수 - 캘빈 베이너드 상원 의원(첼시 로스) - 이도련 - 벤 베살로 반장(조 샌토스) - 이성 - 매캐스키 형사(클래런스 펠더) / 마이크 매슈스(브루스 맥길) - 이종오 - 셸리 마콘(노블 윌링햄) - 황윤걸 - 정미연 - 세라 핼런백(첼시 필드) - 조예신 - 데리언 핼런백(대니엘 해리스/콜비 클라인) / 코리(핼리 베리) - 변종필 - 마일로(테일러 네그론) - 안종덕 - 미식축구 선수(빌리 블랭크스) - 윤복성 - 김호성 - 엄태국 - 윤성혜 - 이철용 - 최석필 | SBS 성우진 (2006년 11월 18일) - 이정구 - 조 핼런백(브루스 윌리스) - 김영선 - 지미 딕스(데이먼 웨이언스) - 김지혜 - 데리언 핼런백(대니엘 해리스/콜비 클라인) / 코리(핼리 베리) - 손정아 - 세라 핼런백(첼시 필드) - 조동희 - 셸리 마콘(노블 윌링햄) / 매캐스키 형사(클래런스 펠더) - 김강산 - 마일로(테일러 네그론) / 제이크의 동료(잭 켈러) - 이병식 - 마이크 매슈스(브루스 맥길) - 박상일 - 벤 베살로 반장(조 샌토스) - 강연숙 - 백인 꼬마(조 엘라디) - 김용식 - 캘빈 베이너드 상원 의원(첼시 로스) - 김혜경 - 흑인 꼬마(벤저민 에이지) - 이재정 - 흑인 꼬마(데이비드 L. 맥밀런) - 박만영 - 빅 레이 월턴(토니 롱고) / 흑인 폭력배(바디아 디올라) - 변현우 - 카페 DJ(에디 그리핀) / 마일로의 부하(킴 코츠) - 박웅선 - 제이크(듀크 밸런티) |  |